# 뉴욕 대학교 스턴 스쿨 오브 비즈니스
뉴욕 대학교 스턴 스쿨 오브 비즈니스(New York University Stern School of Business, NYU Stern) 또는 스턴 스쿨 오브 비즈니스(Stern School of Business)는 미국 뉴욕시에 위치한 사립 연구형 대학인 뉴욕 대학교의 경영대학원이다. 1900년에 "School of Commerce, Accounts and Finance"라는 교명으로 설립된 이 학교는 1988년 현재의 이름으로 변경되었다.
스턴은 국제경영대학발전협의회의 설립 멤버이다. 최초 교명은 "School of Commerce, Accounts and Finance"였으나 이 학교의 동문 레너드 N. 스턴(Leonard N. Stern)의 영예를 기리기 위해 1988년 현재의 교명으로 변경되었다.
스턴의 동문으로는 미국의 전 연방준비제도 이사회 의장 앨런 그린스펀, 나스닥 주식회사의 전 CEO이자 현 의장 로버트 그레이펠드 등이 있다.